# Irving Pichel

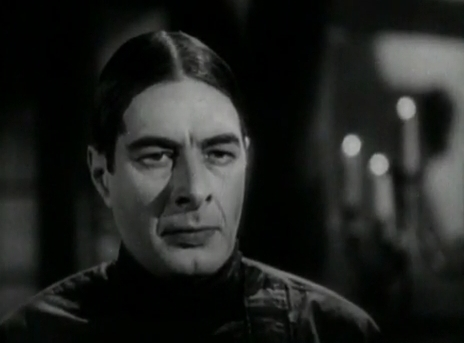
Irving Pichel în filmul Dracula's Daughter (1936)

Irving Pichel (n. 24 iunie 1891, Pittsburgh, Pennsylvania - d. 13 iulie 1954, Hollywood, California) a fost un actor și regizor american. S-a căsătorit cu Violette Wilson, fiica lui Jackson Stitt Wilson, un ministru metodist și primarul socialist din Berkeley, California. Sora sa a fost actrița Viola Barry. A avut trei copii Pichel Wilson, Julian Irving și Marlowe Agnew.

## Filmografie

### Actor
- 1930 The Right to Love
- 1931 The Cheat
- 1931 The Road to Reno
- 1931 An American Tragedy
- 1931 Murder by the Clock
- 1932 Madame Butterfly
- 1932 Wild Girl
- 1932 Strange Justice
- 1932 The Painted Woman
- 1932 Westward Passage
- 1932 Forgotten Commandments
- 1932 The Miracle Man
- 1932 Two Kinds of Women
- 1933 The Right to Romance
- 1933 I'm No Angel
- 1933 Night Flight
- 1933 Before Dawn
- 1933 The Story of Temple Drake
- 1933 King of the Jungle
- 1933 Oliver Twist
- 1933 The Woman Accused
- 1933 The Mysterious Rider
- 1933 Billion Dollar Scandal
- 1933 Hamlet - Act I: Scene V
- 1934 The Silver Streak
- 1934 I Am a Thief
- 1934 Cleopatra
- 1934 British Agent
- 1934 She Was a Lady
- 1934 Return of the Terror
- 1934 Such Women Are Dangerous
- 1934 Fog Over Frisco
- 1935 Three Kids and a Queen
- 1935 Special Agent
- 1936 General Spanky
- 1936 Down to the Sea
- 1936 Hearts in Bondage
- 1936 Fiica lui Dracula (Dracula's Daughter)
- 1936 The House of a Thousand Candles
- 1936 Don't Gamble with Love
- 1937 The Sheik Steps Out
- 1937 Special Agent K-7
- 1937 High, Wide, and Handsome
- 1937 Armored Car
- 1937 Join the Marines
- 1938 Topper Takes a Trip
- 1938 Newsboys' Home
- 1938 Gambling Ship
- 1938 There Goes My Heart
- 1938 Jezebel
- 1939 Old Hickory
- 1939 Torture Ship
- 1939 Rio
- 1939 Dick Tracy's G-Men
- 1939 Exile Express
- 1939 Juarez

- 1941 Ce verde era valea mea (How Green Was My Valley)
- 1943 The Moon Is Down
- 1943 December 7th
- 1946 Tomorrow Is Forever
- 1947 Something in the Wind
- 1947 They Won't Believe Me
- 1949 Ultima misiune (She Wore a Yellow Ribbon)

- 1950 Destinație Luna (Destination Moon)
- 1950 Quicksand
- 1950 O dorință de Crăciun (The Great Rupert)
- 1951 Santa Fe
- 1953 Martin Luther

### Regizor
| - 1932 The Most Dangerous Game - 1933 Before Dawn - 1935 She - 1936 The Gentleman from Louisiana - 1937 The Duke Comes Back - 1937 The Sheik Steps Out - 1937 Beware of Ladies - 1937 Larceny on the Air - 1939 The Great Commandment - 1940 The Man I Married - 1940 Earthbound - 1941 Dance Hall - 1941 Hudson's Bay - 1942 Life Begins at Eight-Thirty - 1942 The Pied Piper - 1942 Secret Agent of Japan - 1943 Happy Land - 1943 The Moon Is Down | - 1944 Și acum pe mâine (And Now Tomorrow) - 1945 A Medal for Benny - 1946 Temptation - 1946 O.S.S. - 1946 The Bride Wore Boots - 1946 Colonel Effingham's Raid - 1946 Tomorrow Is Forever - 1947 Something in the Wind - 1947 They Won't Believe Me - 1948 Mr. Peabody and the Mermaid - 1948 The Miracle of the Bells - 1949 Without Honor - 1950 Destinație Luna (Destination Moon) - 1950 Quicksand - 1950 O dorință de Crăciun (The Great Rupert) - 1951 Santa Fe - 1953 Martin Luther - 1954 Day of Triumph |